# Jean-Baptiste de Lajus
Pour les articles homonymes, voir Lajus.
Jean-Baptiste François Félix de Lajus est un homme politique français né le 1er décembre 1808 au Carbet, Martinique et mort le 28 septembre 1895à Neuilly-sur-Seine (Hauts-de-Seine).

## Biographie
Fils de Marie François Félix de Lajus et de Marthe Gabrielle Buda, il épouse à Bordeaux le 2 décembre 1829 Emma Godemar de Marcilly, d'une famille originaire également des Antilles. 
Propriétaire terrien, maire de Saint-Simon-de-Bordes, il est député de la Charente-Maritime de 1849 à 1851, siégeant à droite.

## Sources
- « Jean-Baptiste de Lajus », dans Adolphe Robert et Gaston Cougny, Dictionnaire des parlementaires français, Edgar Bourloton, 1889-1891 [détail de l’édition]